# Neogorgorhynchoides cablei
Neogorgorhynchoides cablei is een soort in de taxonomische indeling van de Acanthocephala (haakwormen). De worm wordt meestal 1 tot 2 cm lang. Ze komen algemeen voor in het maag-darmstelsel van ongewervelden, vissen, amfibieën, vogels en zoogdieren.
De haakworm komt uit het geslacht Neogorgorhynchoides en behoort tot de familie Rhadinorhynchidae. Neogorgorhynchoides cablei werd in 1987 beschreven door N. K. Gupta & S. Fatma.